# Ordem Nacional do Mérito Educativo
A Ordem Nacional do Mérito Educativo é uma condecoração criada pelo Decreto Nº 38.162 de 28 de outubro de 1955 e modificada pelo Decreto Nº 65495 de 5 de novembro de 1971. É entregue pela Academia de História Militar Terrestre do Brasil (AHIMTB). Tem por finalidade a premiar personalidades nacionais e estrangeiras que se tenham distinguido por excepcionais serviços prestados à Educação.

## Graus
- Grã-Cruz
- Grande-Oficial
- Comendador
- Oficial
- Cavaleiro

| Barretas  | Barretas | Barretas   | Barretas       | Barretas |
| --------- | -------- | ---------- | -------------- | -------- |
| Cavaleiro | Oficial  | Comendador | Grande Oficial | Grã-Cruz |